# MAPS (anime)
MAPS es un manga del autor Yūichi Hasegawa y se adaptaron en dos anime OVA uno en el 1987 y el segundo OVA (nueva versión) en 1994.

## Argumento
Cuando Gen Tokishima y su novia Hoshimi salen de ver la última película de ciencia ficción, se embarcan en una aventura que deja pequeña a cualquier película. 
Enfrentándose contra una bella pirata espacial, Lipumira, que está convencida de que Gen es algo llamado Mapman, Gen y Hoshimi se ven como objeto de una gran batalla entre dos colosales naves que desruyen la mayor parte de la ciudad de Tokio. 
Gen y Hoshimi aprenden que cientos de miles de años atrás, una misteriosa raza alienígena dejó un gran tesoro, y que sólo el legendario Mapman podría señalar el camino a su secreta ubicación. Buscadores de tesoros como Lipumira han rastreado en Universo en busca de Mapman y los mapas de localización del antiguo artefacto, y la encantadora pirata espacial no pierde el tiempo en convencer a Gen y Hoshimi de que se unan a ella en una odisea épica que los llevará a los lugares más remotos del Universo.

## Personajes principales
- Gen Tokishima : es el personaje principal es el elegido y el único capaz de obtener una parte del mapa de estrellas ocultas dentro de la Tierra.
- Hoshimi Kimizuka : es la novia de Gen junto a él ayuda a Lipumira a cumplir su misión.
- Lipumira Gweiss : es una mujer rubia que viene del espacio, su misión es encontrar las partes del mapa de las estrellas junto a Gen y Hoshimi.

## Capítulos de MAPS 1994
- 1) El Angel Galáctico
- 2) Una recompensa para los viajeros
- 3) Seis barcos fantasma
- 4) Renacimiento de la leyenda

## Antigua OVA
En 1987 se realizó la primera adaptación del manga, llamada Maps: Densetsu no Seijintachi Samayoeru realizada por Studio Gallop de un único capítulo de 51 minutos su fecha de lanzamiento fue el 14 de julio de 1987.

## Banda sonora
- Opening y Ending OVA 1

"El Angel que nunca duerme" por Ushio Hashimoto
- Opening y Ending OVA 2

"Los Viajes de viento en las alas" por Yasuhiro Mizushima

## Páginas Web
- http://www.animenewsnetwork.com/encyclopedia/anime.php?id=693
- http://www.animenewsnetwork.com/encyclopedia/anime.php?id=694
- http://www.animenewsnetwork.com/encyclopedia/manga.php?id=6685

- Datos: Q5237285